# کاتسورا تارو
کاتسورا تارو (۴ ژانویه ۱۸۴۸–۱۰ اکتبر ۱۹۱۳) ژنرال ارتش سلطنتی ژاپن و برای ۳ بار نخست‌وزیر این کشور بود.